# 4-й отдельный гвардейский разведывательный артиллерийский дивизион
4-й отдельный гвардейский разведывательный артиллерийский Тартусский Краснознамённый дивизион Резерва Главного Командования — воинское формирование Вооружённых Сил СССР, принимавшее участие в Великой Отечественной войне.
Сокращённое наименование — 4-й огв.радн РГК.

## История
Преобразован из 789-го отдельного разведывательного артиллерийского дивизиона 18 ноября 1942 года года в составе 42-й армии Ленинградского фронта.
В действующей армиис 18.11.1942 по 16.10.1944, c 16.10.1944 по 9.5.1945 в резерве Ставки Верховного Главнокомандующего..
В ходе Великой Отечественной войны вёл артиллерийскую разведку в интересах артиллерии соединений  Ленинградскогои3-го Прибалтийского  фронтов.

## Состав
- Штаб
- Хозяйственная часть
- 1-я батарея звуковой разведки (1-я БЗР)
- 2-я батарея звуковой разведки (2-я БЗР)
- батарея топогеодезической разведки (БТР)
- взвод оптической разведки (ВЗОР)
- фотограмметрический взвод (ФГВ)
- хозяйственный взвод

## Оперативное подчинение
| Дата                 | Фронт                   | Армия      | Корпус | Дивизия | Бригада | Примечания |
| -------------------- | ----------------------- | ---------- | ------ | ------- | ------- | ---------- |
| 18.11.42 -21.04.44г. | Ленинградский фронт     | 42-я армия | -      | -       | -       | -          |
| 23.12.43 -30.1.44г.  | 3-й Прибалтийский фронт | -          | -      | -       | -       | -          |
| 16.10.44-9.5. 45г.   | Резерв Ставки ВГК       | -          | -      | -       | -       |            |

## Командование дивизиона
Командир дивизиона
- гв. майор Постников Борис Владимирович
- гв. майор Березенко Василий Иванович
- гв. майор Кожевников Николай Денисович
- гв. капитан Пинсон Абрам Исакович
- гв. майор Осадчий Иван Кузьмич

Начальник штаба дивизиона
- гв. капитан Янченко Георгий Николаевич
- гв. капитан Пинсон Абрам Исакович
- гв. капитан Ломаков Павел Гаврилович

Заместитель командира дивизиона по политической части
- гв. капитан Буканцов Фёдор Николаевич

Помощник начальника штаба дивизиона
- гв. ст. лейтенант Грейм Игорь Александрович
- гв. ст. лейтенант Ломаков Павел Гаврилович
- гв. лейтенант Торчинский Николай Иванович
- гв. ст. лейтенант Семёнов Анатолий Григорьевич

Помощник командира дивизиона по снабжению
- гв. капитан Замостин Пётр Григорьевич

## Командиры подразделений дивизиона
Командир 1-й БЗР
- гв. капитан Пискунов Анатолий Васильевич
- гв. ст. лейтенант Кочмар Георгий Петрович

Командир 2-й БЗР
- гв. ст. лейтенант, гв. капитан  Козлов Александр Иванович

Командир БТР
- гв. ст. лейтенант Слесарев Виктор Александрович

Командир ВЗОР
- гв. лейтенант Боробжанский Николай Васильевич

Командир ФГВ
- гв. лейтенант Пашков Пётр Михайлович

## Награды и почётные наименования
| Награды и наименования          | дата          | за что получена |
| ------------------------------- | ------------- | --- |
| Почётное звание «Гвардейский»   | 18.11.42 г.   | присвоено приказом Народного комиссара обороны СССР № 365 от 18 ноября 1942 года За проявленную отвагу в боях за Отечество с немецкими захватчиками, за стойкость, мужество, дисциплину и организованность, за героизм личного состава |
| Почетное наименование Тартуский | 7.09.1944 г.  | присвоено приказом Верховного Главнокомандующего № 0301 от 7 сентября 1944 года за образцовое выполнение задач артиллерийской разведки в ходе Тартуской операции                                                                       |
| Орден Красного Знамени          | 22.03.1944 г. | награжден указом Президиума Верховного Совета СССР за образцовое выполнение боевых заданий командования на фронте борьбы с немецкими захватчиками и проявленные при этом мужество и доблесть.                                          |